# Тарода
Тарода (ісп. Taroda) — муніципалітет в Іспанії, у складі автономної спільноти Кастилія-і-Леон, у провінції Сорія. Населення — 60 осіб (2010).
Муніципалітет розташований на відстані близько 150 км на північний схід від Мадрида, 46 км на південь від Сорії.

## Демографія
Динаміка населення (INE ):

## Галерея зображень

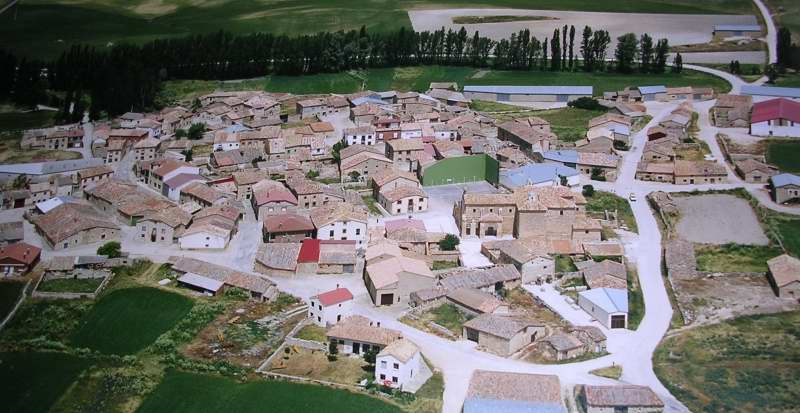
Тарода згори
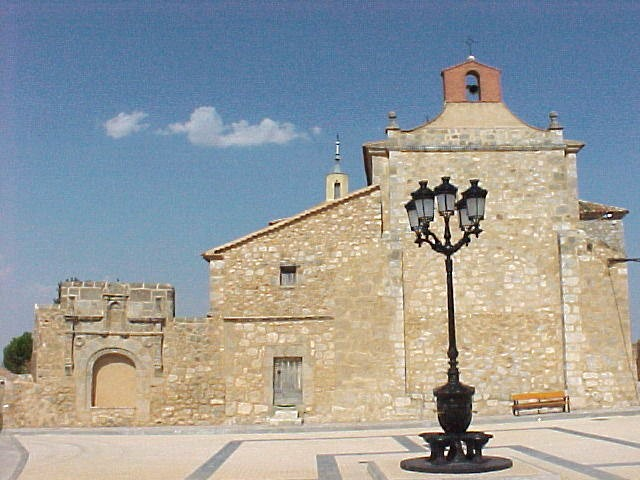
Центральна площа
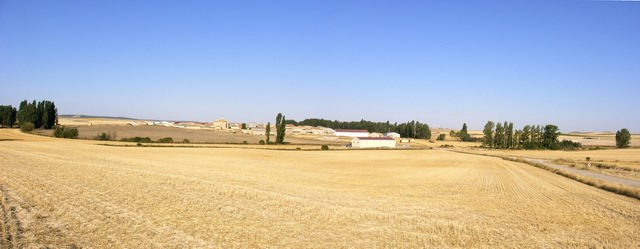
Панорама
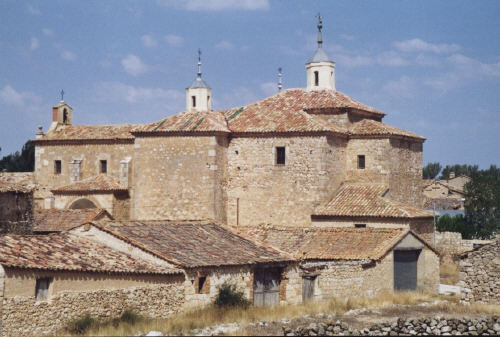
Церква Сан-Естебан